# Colosso di san Carlo Borromeo
Il Colosso di san Carlo Borromeo (detto il Sancarlone o, nel dialetto locale, al Sancarlòn), è una statua colossale alta 35 metri situata a coronamento del Sacro Monte di Arona (NO), eretta tra il 1624 e il 1698 per volontà del Cardinale Federico Borromeo su disegno di Giovanni Battista Crespi.

## Storia

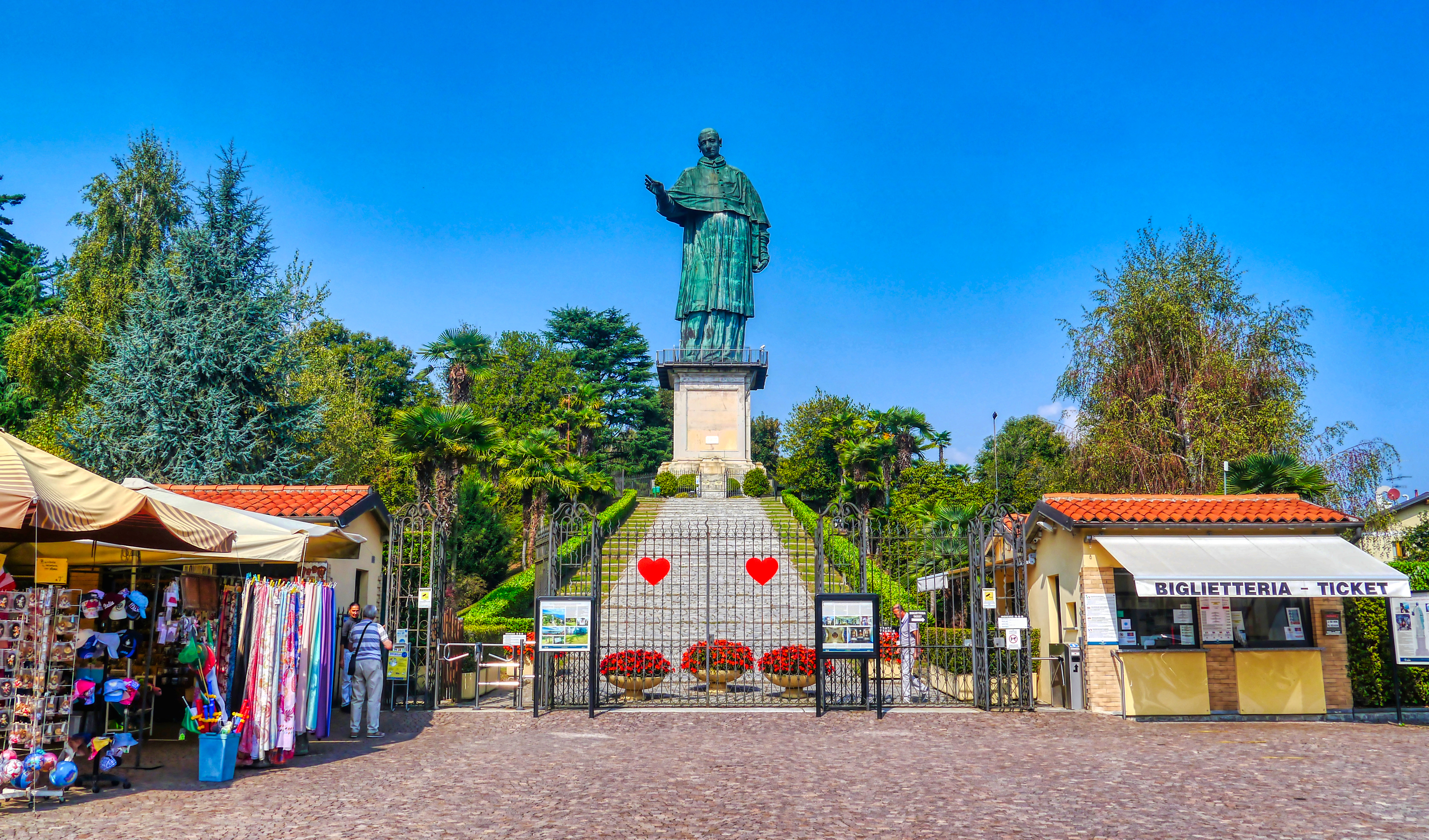
Vista complessiva del monumento

San Carlo Borromeo nacque il 2 ottobre 1538 nella rocca di Arona (in seguito parzialmente distrutta per ordine di Napoleone Bonaparte). Nipote di papa Pio IV, fu da questi nominato vescovo e cardinale a ventidue anni, fu eletto nel 1565 arcivescovo di Milano. Fu una delle principali figure del Concilio di Trento e della controriforma cattolica.
Morì il 3 novembre 1584 (essendo spirato dopo il tramonto, secondo l'uso del tempo si considera il giorno 4), fu beatificato nel 1602 e canonizzato nel 1610, a soli 26 anni dalla morte, divenendo oggetto di un diffuso culto in tutta l'Europa cattolica  (numerosissime le chiese e gli altari a lui dedicati, celebrato come arcivescovo modello):

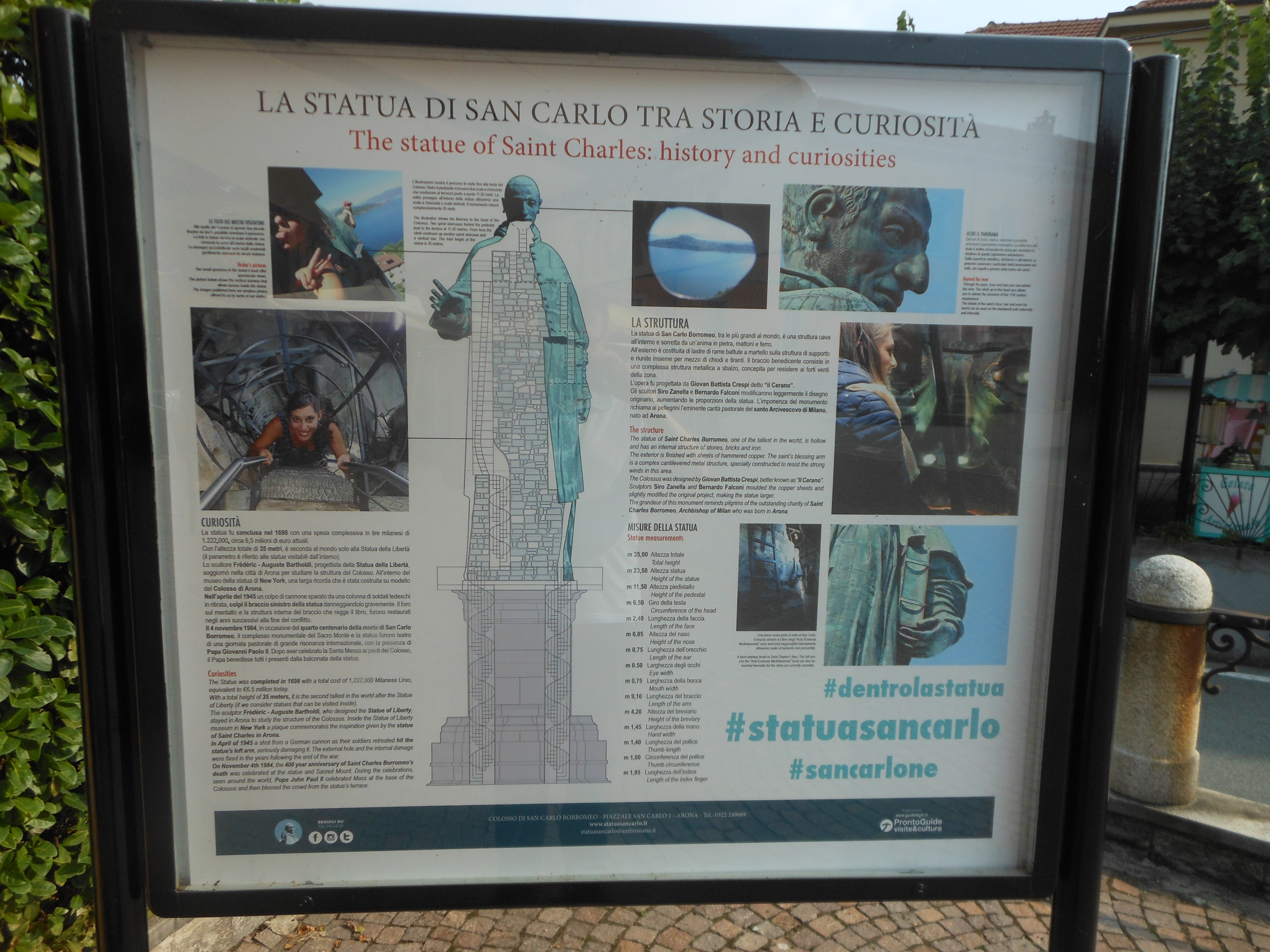
Locandina con lo spaccato del Colosso

Su volontà del cugino Federico, arcivescovo di Milano e suo successore, iniziarono nel 1624 i lavori per la costruzione di un Sacro Monte che celebrasse la memoria di san Carlo Borromeo. Il cardinale, insieme all'oblato Marco Aurelio Grattarola, supervisore dei lavori del Sacro Monte, volle anche costruire un'enorme statua visibile dal lago Maggiore. 
Il disegno fu di Giovanni Battista Crespi, detto "il Cerano", e la statua fu realizzata con lastre di rame battute a martello e riunite utilizzando chiodi e tiranti in ferro. Gli scultori che la realizzarono furono Siro Zanella di Pavia e Bernardo Falconi di Bissone. San Carlo è rappresentato in piedi in abito semplice con rocchetto e mozzetta, con nella mano sinistra un libro e con il braccio destro nell'atto di impartire una benedizione. L'opera fu conclusa dopo 74 anni di lavoro nel 1698 e il 19 maggio dello stesso anno il cardinale Federico Caccia, arcivescovo di Milano, impartì la solenne benedizione al monumento.

## Caratteristiche

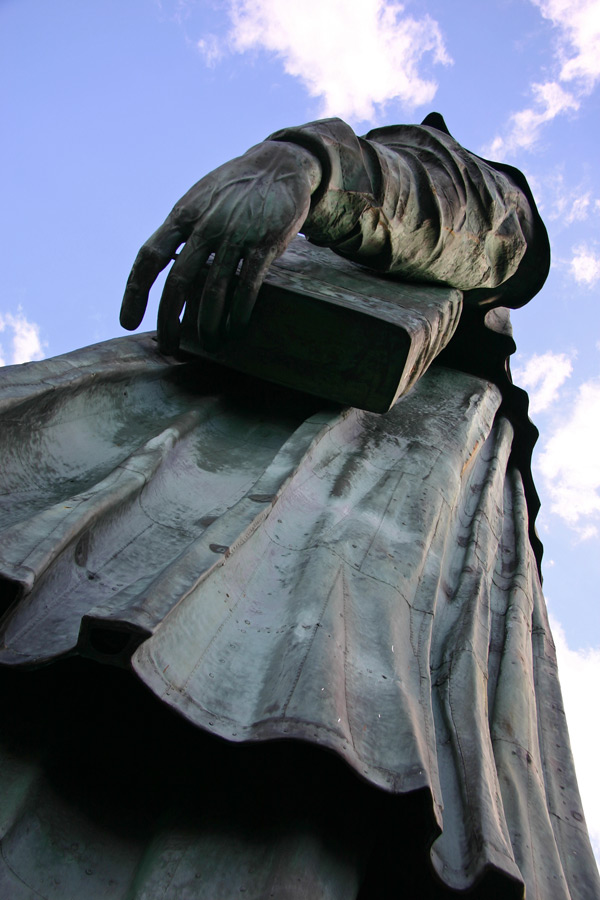
Dettaglio della veste e del braccio sinistro

Il piedistallo di granito è alto 11,70 metri, mentre la statua misura 23,40 metri in altezza. Con un'altezza complessiva di 35,10 metri (equivalente a un palazzo di 10 piani), il monumento è stato il più alto al mondo, tra le statue visitabili all'interno, per quasi due secoli, superato nel 1886 dalla Statua della Libertà di New York che misura, dai piedi alla punta della fiaccola, 46 metri. Le dimensioni del Colosso sono state rilevate con esattezza durante il restauro concluso nel 1975 e diretto dall'ing. Carlo Ferrari Da Passano, direttore della Veneranda Fabbrica del Duomo di Milano. La lunghezza dell'indice della mano è pari a 1,95 metri, la larghezza della mano è di 1,45 metri e la lunghezza del pollice è di 1,40 metri. L'altezza del breviario è di 4,20 metri.
L'ossatura portante interna è costituita da una colonna di blocchi di pietra sovrapposti, provenienti dalle cave di Angera, che si eleva fino all'altezza delle spalle della statua e alla quale è ancorata un'intelaiatura in ferro di sostegno con fissate le lastre di rame che danno forma al colosso.
Il braccio destro benedicente della statua è in realtà una complessa struttura metallica di tipo semi-elastico: venne così concepita per resistere ai forti venti che spesso nella brutta stagione battono la zona.
La statua è aperta al pubblico e vi si accede da una ripiegatura del rocchetto; dopodiché si sale una scala, prima a chiocciola e poi subito ripida a pioli, arrivando fin dentro la testa di San Carlo, dalla quale, attraverso i fori degli occhi e delle orecchie, era possibile, per i turisti, ammirare il panorama. Ora non è più possibile vedere attraverso occhi e orecchie per problemi di sicurezza.

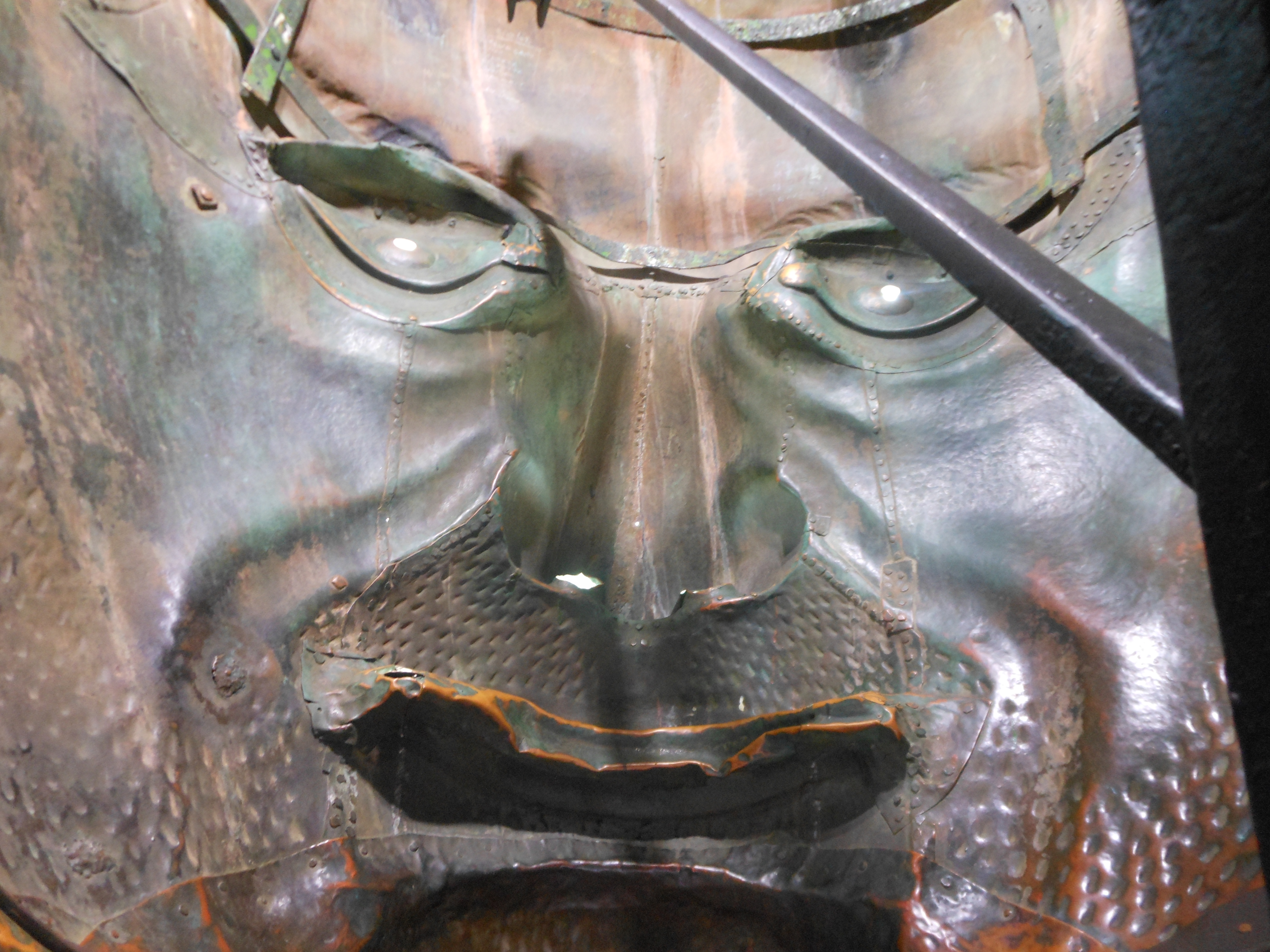
Particolare interno del viso di San Carlo Borromeo

## Nelle opere di fantasia
Nel racconto Sotto la Sua mano, lo scrittore luinese Piero Chiara ha immaginato, con un volo di fantasia, dove parte del materiale occorrente alla realizzazione della statua (per esser più precisi, quella necessaria alla realizzazione della testa e delle mani) fosse venuta, per manipolazioni e trasformazioni successive (da ultima quella che ne fece l'artiglieria napoleonica), dalla fusione del membro virile del Colosso di Rodi, un tempo destinato ad abbellire il giardino di un'antica casa patrizia romana.